# Лукьянов, Николай Валентинович
Николай Валентинович Лукьянов (5 сентября 1949, Волковыск, Гродненская область — 21 сентября 2008, Минск) — советский, российский, белорусский актёр театра и кино, кинорежиссёр и кинокомпозитор.

## Биография
Родился 5 сентября 1949 года в Волковыске, Гродненской области, Белорусская ССР.
Учился в Волгоградском училище искусств на актёрском отделении; в Волгоградском педагогическом институте.
Работал актёром в Волгоградском театре драмы, в Рязанском ТЮЗе.
В 1976 году закончил режиссёрский факультет ВГИКа (мастерская А. Б. Столпера).
С 1976 по 1994 годы работал режиссёром-постановщиком киностудии «Беларусьфильм», работал Главным редактором киностудии.
Преподавал в Университете культуры (Минск) — мастерская кинодраматургов.
С 1995 по 2001 годы проживал в Иерусалиме; работал актёром в театре «Ковчег». 
Написал музыку и песни к восьми театральным спектаклям. Публиковался в литературных журналах.
Ушёл из жизни 21 сентября 2008 года в 14 часов в больнице после операции на сердце. Был похоронен 23 сентября в Минске.

## Творчество

### Режиссёр
- 1977 — В профиль и анфас (новелла «Волки»)
- 1979 — Голубой карбункул
- 1979 — Капитан Соври-голова
- 1984 — Юрка — сын командира
- 1986 — Не забудьте выключить телевизор
- 1990 — Человек из чёрной «Волги» (по роману Андрея Молчанова «Новый год в октябре»)

### Роли в кино
- 1973 — Был настоящим трубачом — Кощей, главарь беспризорников
- 1976 — Легко быть добрым — эпизод
- 1979 — Капитан Соври-голова — Лютатовский-папа
- 1986 — Не забудьте выключить телевизор — эпизод
- 2005 — Призвание (серия 7 «Алюминиевое королевство»)
- 2006 — Ваша честь (серия 2) — эпизод